# Lenarchus bicornis
Lenarchus bicornis är en nattsländeart som först beskrevs av Mclachlan 1880.  Lenarchus bicornis ingår i släktet Lenarchus och familjen husmasknattsländor. Arten är reproducerande i Sverige. Inga underarter finns listade i Catalogue of Life.